# صابر کاظمی
صابر کاظمی(زادهٔ ۳ دی ۱۳۷۷)، بازیکن تیم ملی والیبال مردان ایران و در حال حاضر عضو باشگاه والیبال الکویت است.
وی از ترکمن‌های ایران است که برای لیگ ملت‌های والیبال مردان ۲۰۱۸ برای نخستین بار به تیم ملی بزرگسالان دعوت شد و مقابل ایتالیا نخستین بازی ملی خود را تجربه کرد.. وی در بازی‌های المپیک ۲۰۲۰ توکیو نیز در فهرست ایران جای داشت.